# Wiercanie
Wiercanie lub Wierzyczanie (łac. Verizane) – plemię słowiańskie wymienione w tzw. Geografie Bawarskim, dokumencie karolińskim z połowy IX wieku. Powyższe źródło przypisuje temu plemieniu 10 civitates (grodów/ okręgów/ opoli).

## Identyfikacja i lokalizacja plemienia
Zarówno odczytanie nazwy plemiennej, jak i umiejscowienie plemienia pozostaje niepewne. W literaturze przedmiotu rywalizują ze sobą cztery rywalizujące opcje: 
- Jedni badacze (np. Stanisław Rospond) odczytują nazwę jako Wiercanie (alternatywny odczyt Wierczanie, który pojawia się w literaturze historycznej, jest całkowicie niepoprawny z językowego punktu widzenia), wiążąc ją z rzeką Wartą i lokalizując samo plemię na górną i środkową Wartą. Badacze (np. Kazimierz Tymieniecki, Zygmunt Wojciechowski) kojarzą plemię z ziemią sieradzką i niekiedy nadają plemieniu sztuczną nazwę "Sieradzan". Krytyczne stanowisko wobec tej opcji zajmuje Stanisław Zajączkowski i zwolennicy tezy drugiej.
- Inni uczeni (np. Stanisław Zakrzewski, Janina Kamińska, Władysław Łosiński, Leon Jan Łuka, Mikołaj Rudnicki, Zbigniew Stieber, Krzysztof Tomasz Witczak, badacze czescy B. Horak i D. Travniček) proponują odczytanie jako Wierzyczanie i umiejscowiają dane plemię nad rzeką Wierzycą na Pomorzu Gdańskim. Krytycznie wobec tej opcji wypowiadali się Kazimierz Tymieniecki (główny zwolennik opcji pierwszej) i Jan Natanson-Leski.
- Według trzeciej opcji (najmniej popularnej, proponowanej przez Jerzego Nalepę) nazwę łacińską "Verizane" należy czytać Bierdzanie i umiejscawiać w Ziemi Bardzkiej z Bardem jako centrum osadniczym.
- Czwarta hipoteza (najsłabiej uzasadniona, ale brana pod uwagę przez niektórych historyków czeskich) zakłada odczyt "Drzewiczanie" i lokalizację plemienia na obszarze Czech.

## Literatura
Andrzej Wędzki, Uerizane, w: Słownik Starożytności Słowiańskich, t. 6, cz. 1, 1977, s. 248-249: "Ostateczna identyfikacja i lokalizacja nazwy U. pozostaje nadal otwarta". 
1. hipoteza "sieradzka" 
- Kazimierz Tymieniecki, Kim byli Uerizane Geografa Bawarskiego?, "Slavia Antiqua" 5, 1954-1956, s. 84-102.
- Stanisław Rospond, "Wiercanie" Geografa Bawarskiego a Polanie = Wielkopolanie, "Slavia Occidentalis" 41, 1984, s. 54-56.

2. hipoteza "pomorska" 
- Janina  Kamińska, Gdańsk wczesnośredniowieczny w świetle siedmiu lat archeologicznych prac badawczych, „Rocznik Gdański”  14, 1955, s. 29-65, zwł. 41.

3. hipoteza "śląska" 
- Jerzy Nalepa, Z zagadnień Polski plemiennej: Uerizane Geografa Bawarskiego - śląscy Bierdzanie?, "Sprakliga Bidrag" 4, (Lund) 1961, s. 113-142.